# Meridiano 168 oeste
El meridiano 168 oeste de Greenwich es una línea de longitud que se extiende desde el Polo Norte atravesando el océano Ártico, América del Norte, el océano Pacífico, el océano Antártico y la Antártida hasta el Polo Sur.
El meridiano 168 oeste forma un gran círculo con el meridiano 12 este.
Comenzando en el Polo Norte y dirigiéndose hacia el Polo Sur, el meridiano 168 oeste pasa a través de:
| Coordenadas                         | País, territorio o mar | Notas                                                         |
| ----------------------------------- | ---------------------- | ------------------------------------------------------------- |
| 90°0′N 168°0′O / 90.000, -168.000   | Océano Ártico          |                                                               |
| 71°49′N 168°0′O / 71.817, -168.000  | Mar de Chukotka        |                                                               |
| 66°33′N 168°0′O / 66.550, -168.000  | Mar de Bering          |                                                               |
| 65°43′N 168°0′O / 65.717, -168.000  | Estados Unidos         | Alaska - Península de Seward                                  |
| 65°33′N 168°0′O / 65.550, -168.000  | Mar de Bering          | Pasa justo al este de la Isla del Rey, Alaska, Estados Unidos |
| 53°33′N 168°0′O / 53.550, -168.000  | Estados Unidos         | Alaska - Isla Umnak                                           |
| 53°19′N 168°0′O / 53.317, -168.000  | Océano Pacífico        | Pasa justo al este de Rose Atoll, Samoa Americana             |
| 60°0′S 168°0′O / -60.000, -168.000  | Océano Antártico       |                                                               |
| 78°28′S 168°0′O / -78.467, -168.000 | Antártida              | Dependencia Ross, reclamada por Nueva Zelanda                 |